# Art Gilmore
Art Gilmore (18. marts 1912 – 25. september 2010) var en amerikansk radio-og tv-speaker.